# Olympische Sommerspiele 1996/Teilnehmer (Barbados)
| Gelbes Symbol für Goldmedaillen mit stilisierten Olympischen Ringen | Graues Symbol für Silbermedaillen mit stilisierten Olympischen Ringen | Braundes Symbol für Bronzemedaillen mit stilisierten Olympischen Ringen |
| ------------------------------------------------------------------- | --------------------------------------------------------------------- | ----------------------------------------------------------------------- |
| —                                                                   | —                                                                     | —                                                                       |

Barbados nahm bei den Olympischen Sommerspielen 1996 zum siebten Mal an Olympischen Sommerspielen teil. Die Mannschaft bestand aus 13 Sportlern, von denen elf Männer und zwei Frauen waren. Sie starteten in 21 Wettbewerben in sieben Sportarten. Der jüngste Teilnehmer war der Schwimmer Nicky Neckles mit 17 Jahren und 242 Tagen, der älteste war der Segler Rodney Reader mit 35 Jahren und 30 Tagen. Die Fahne von Barbados wurde während der Eröffnungsfeier am 19. Juli 1996 von dem Leichtathleten Obadele Thompson in das Olympiastadion getragen.

## Teilnehmer
| Name                   | Alter | Geschlecht | Sportart       | Resultat(e) |
| ---------------------- | ----- | ---------- | -------------- | --- |
| Kirk Cummins           | 23    | männlich   | Leichtathletik | Platz 8 im vierten Zwischenlauf über 100 Meter |
| Shane de Freitas       | 18    | männlich   | Turnen         | Platz 73 in der Mehrkampf-Qualifikation; Platz 90 in der Boden-Qualifikation; Platz 71 in der Pferdsprung-Qualifikation; Platz 85 in der Barren-Qualifikation; Platz 76 in der Reck-Qualifikation; Platz 94 in der Ringe-Qualifikation; Platz 97 in der Seitpferd-Qualifikation |
| Victor Houston         | 22    | männlich   | Leichtathletik | Zehnkampf |
| John Kelman            | 27    | männlich   | Boxen          | Platz 17 im Federgewicht |
| O’Neal Marshall        | 24    | männlich   | Segeln         | Platz 41 im Windsurfen |
| Leah Martindale        | 28    | weiblich   | Schwimmen      | Platz 5 über 50 Meter Freistil; Platz 12 über 100 Meter Freistil |
| Michael Maskell        | 29    | männlich   | Schießen       | Platz 49 im Skeet |
| Nicky Neckles          | 17    | männlich   | Schwimmen      | Platz 35 über 100 Meter Rücken; Platz 28 über 200 Meter Rücken |
| Andrew Payne           | 18    | männlich   | Judo           | Platz 21 im Leichtgewicht |
| Rodney Reader          | 35    | männlich   | Segeln         | Platz 52 im Laser |
| Melissa Straker-Taylor | 20    | weiblich   | Leichtathletik | Platz 6 im fünften Vorlauf über 400 Meter |
| Marcus Thomas          | 25    | männlich   | Boxen          | Platz 17 im Mittelgewicht |
| Obadele Thompson       | 20    | männlich   | Leichtathletik | Platz 6 im ersten Halbfinale über 100 Meter; Platz 4 über 200 Meter |